# 覆盖 (拓扑学)
在数学中，若 {\displaystyle X} 是一個集合类 {\displaystyle C} 中并集的子集，則集合类 {\displaystyle C} 是集合 {\displaystyle X} 的覆盖。用符号来说，如果 {\displaystyle C=\lbrace U_{\alpha }\rbrace _{\alpha \in A}} 是 {\displaystyle X} 的子集索引族，则 {\displaystyle C} 是如下条件下的覆盖（定义可参见: Gamelin 与 Greene 第19頁或 Kelly 第49頁）
{\displaystyle X\subseteq \bigcup _{\alpha \in A}U_{\alpha }}。
更一般的说，如果 {\displaystyle Y} 是 {\displaystyle X} 的子集，而 {\displaystyle C} 是 {\displaystyle X} 的子集 {\displaystyle U_{\alpha }} 的搜集，它的并集包含 {\displaystyle Y}，则 {\displaystyle C} 被称为是 {\displaystyle Y} 的覆盖。也就是 {\displaystyle C} 是 {\displaystyle Y} 的覆盖如果
{\displaystyle \bigcup _{\alpha \in A}U_{\alpha }\supseteq Y} 。

## 拓撲學中覆蓋
覆盖通常用在拓扑学的上下文中。如果集合 {\displaystyle X} 是拓扑空间，我们称 {\displaystyle C} 是开覆盖，如果它的每个成员都是开集（就是说每个 {\displaystyle U_{\alpha }} 都包含在 {\displaystyle T} 中，这里的 {\displaystyle T} 是 {\displaystyle X} 上的拓扑）。
如果 {\displaystyle C} 是 {\displaystyle X} 的覆盖，则 {\displaystyle C} 的子覆盖是 {\displaystyle C} 的仍覆盖 {\displaystyle X} 的子集。
{\displaystyle X} 的开覆盖被称为是局部有限的，如果对任意 {\displaystyle X} 的点{\displaystyle x} 都存在一个邻域，其只与这个覆盖中有限多个集合有交集。用符号来说，{\displaystyle C=\{U_{\alpha }\}} 是局部有限的，如果对于任何 {\displaystyle x\in X}，存在某个 {\displaystyle x} 的邻域 {\displaystyle N\left(x\right)} 使得集合
{\displaystyle \left\{\alpha \in A:U_{\alpha }\cap N(x)\neq \emptyset \right\}}
是有限的。

## 精細
{\displaystyle X} 的覆盖 {\displaystyle C} 的精細（或稱加細）是 {\displaystyle X} 的新覆盖 {\displaystyle D} ，使得在 {\displaystyle D} 中的任意的一個集合，都包含在 {\displaystyle C} 的某个集合中。
用符号来说，有 覆盖 {\displaystyle D=\{V_{\beta }\}_{\beta \in B}} 、 {\displaystyle C=\{U_{\alpha }\}_{\alpha \in A}} ，如果对任意的 {\displaystyle V_{\beta }} ，都存在某个 {\displaystyle U_{\alpha }} 使得 {\displaystyle V_{\beta }\subseteq U_{\alpha }}，我們則說 {\displaystyle D} 是覆盖 {\displaystyle C} 的精細。
所有子覆盖也是精細，反之不然。但是注意一般的说精細将比原始覆盖有更多的集合。

## 紧致性
覆盖的这个词语经常用来定义与紧致性有关的拓扑性质。一个拓扑空间 X 被称为
- 紧致的，如果所有开覆盖有有限子覆盖。
- 林德勒夫的，如果所有开覆盖都有可数子覆盖。
- 元紧致的，如果所有开覆盖都有一个点有有限开精細。
- 仿紧致的，如果所有开覆盖允许局部有限、精細。

## 引用
1. Theodore W. Gamelin & Robert Everist Greene.  Second Edition. Dover Publications. 1999. ISBN 0-486-40680-6 （英语）.
2. John L. Kelly. . Princeton, NJ.: D. Van Nostrand Company, Inc. 1955 （英语）.